# Louis Bouderlique
Louis Bouderlique, né le 26 juillet 1979 à Amiens, est un pilote de ligne français, champion du monde de vol à voile en 2016.

## Biographie
Louis Bouderlique est né à Amiens le 26 juillet 1979 et a passé son enfance et son adolescence à Saleux, dans la Somme . C’est son père qui l’a initié à la pratique du planeur en sa qualité d'instructeur et chef-pilote de la section vol à voile d'Amiens au sein de l’ACPAM (Aéroclub de Picardie Amiens Métropole). Louis Bouderlique a effectué son premier vol seul à quinze ans et il a participé aux championnats régionaux juniors vers l'âge de seize ans. Il commence sa carrière professionnelle en tant qu'ingénieur en construction aéronautique après avoir fait ses études à l'École Centrale de Paris (Promotion 2002), puis il devient pilote de ligne sur long-courrier. Il vole sur Airbus A330 et A340, en tant que copilote.
En 2016, lors des championnats du monde de vol à voile organisé en Lituanie, Louis Bouderlique et son équipe remporté la médaille d'or en classe Standard face à l'Allemagne et la Grande-Bretagne.
En 2018, il remporte le Grand Prix de France de vol à voile 2018, face au néerlandais Peter Millenaar qui décroche la seconde place. Bouderlique se qualifie ainsi pour la finale mondiale des Grands Prix, qui aura lieu en Catalogne, l'année suivante.
En 2019, Louis Bouderlique est qualifié pour la finale de la coupe du monde de vol à voile en formule Grand Prix qui s’est tenue du 2 au 8 juin à La Cerdanya, en Espagne. Il y obtient la médaille de bronze.